# Pero rapta
Pero rapta là một loài bướm đêm trong họ Geometridae.